# Intervention éthiopienne en Somalie
L'intervention éthiopienne en Somalie est une opération militaire lancée par l'armée éthiopienne dans le cadre de la Mission de l'Union africaine en Somalie (AMISOM) pour appuyer le gouvernement transitoire somalien et pour lutter contre l'offensive de l'Union des tribunaux islamiques.

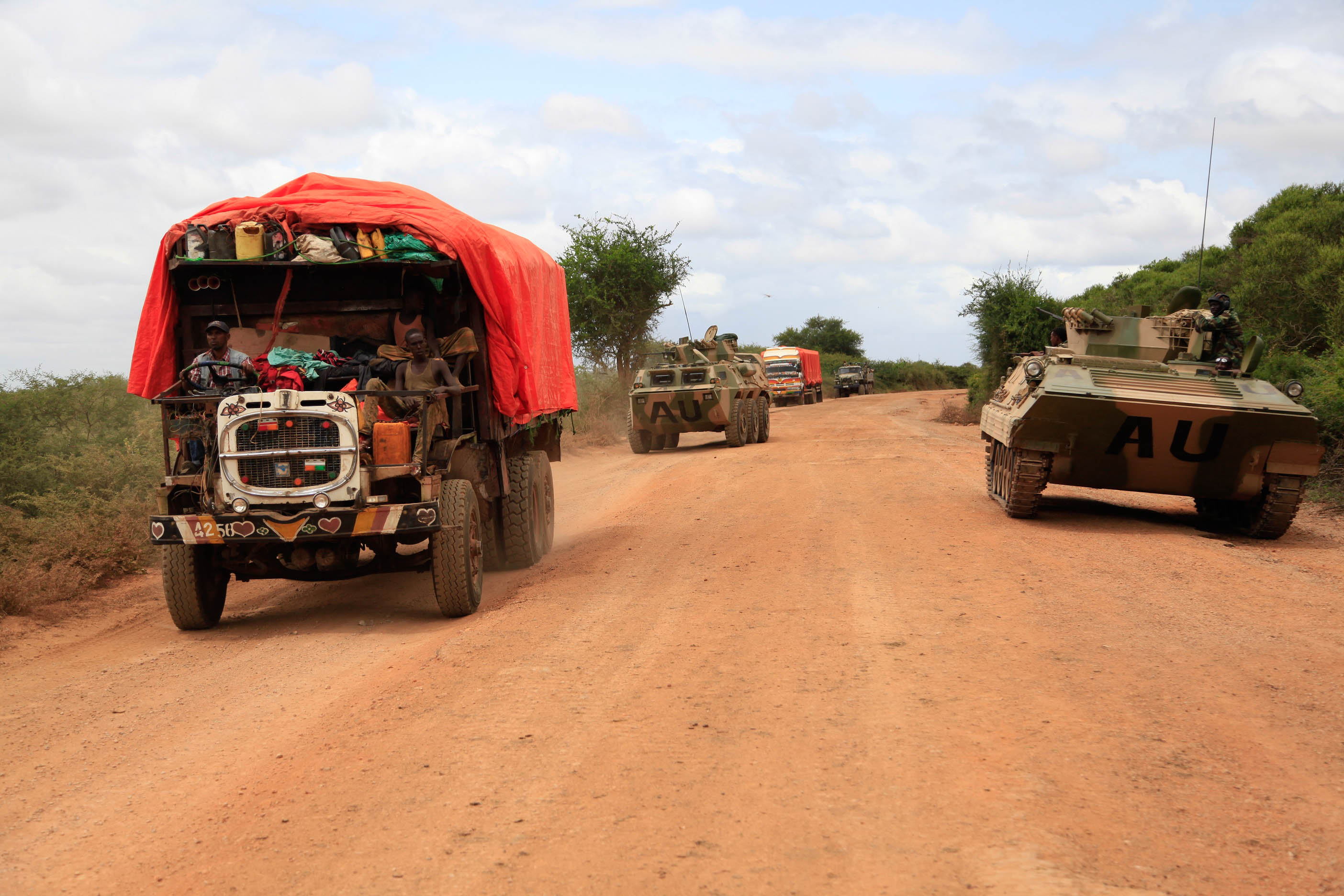
Convoi de l'armée éthiopienne à Bay en 2014.

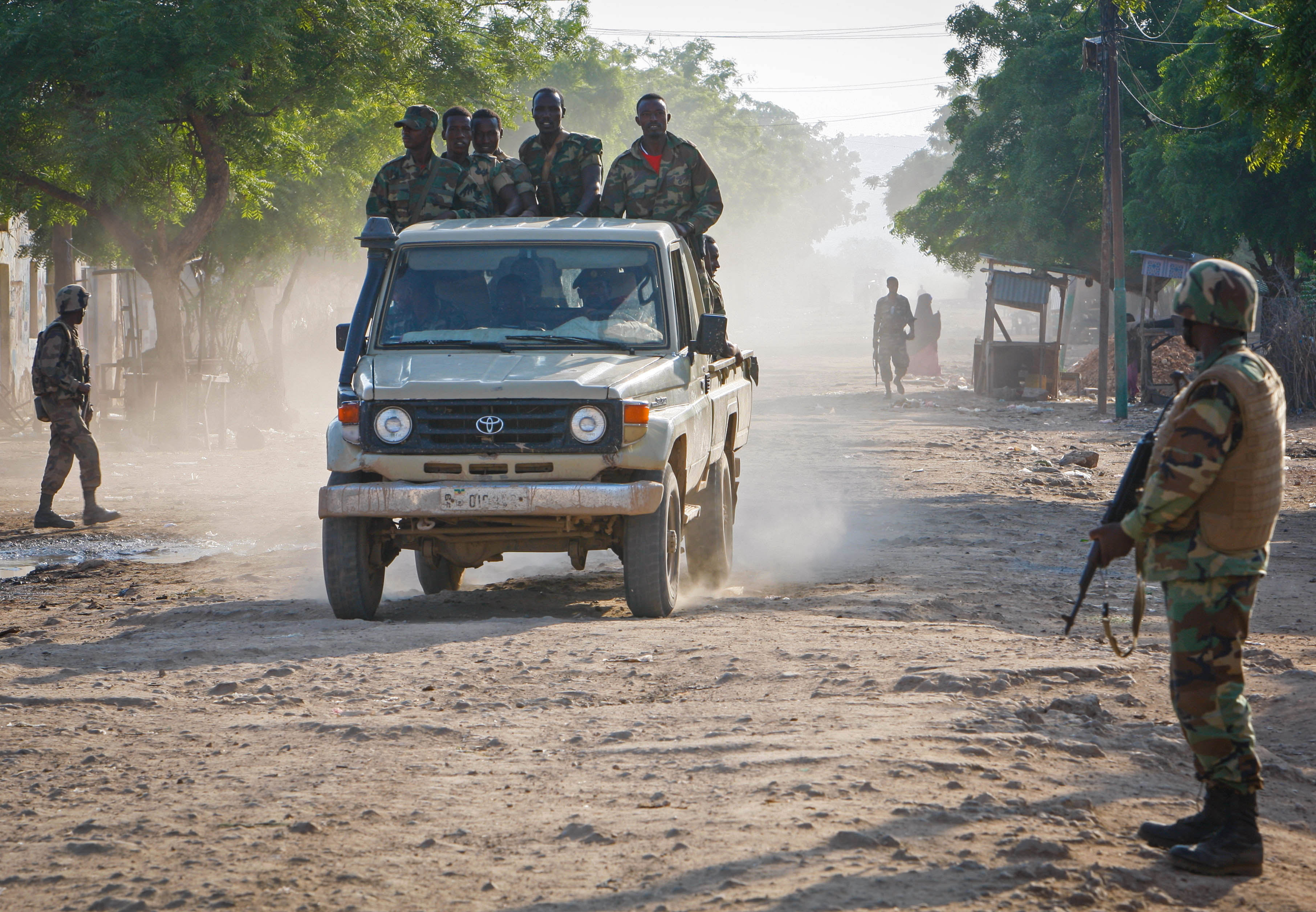
Arrivée d'un détachement éthiopien à un point de contrôle de l'armée djiboutienne à Beledweyne en 2012.

Les deux camps disposent d’approximativement 30 000 soldats. Dès le départ, il semblait que les islamistes étaient moins bien armés que leurs adversaires. 
Après le bombardement de l'aéroport international de Mogadiscio, il a été annoncé que les tribunaux islamiques avaient déserté plusieurs villes dans la région du Puntland.
Les Éthiopiens ont obtenu le soutien temporaire de l'Union africaine tandis que les islamistes ont reçu l'appui de l'Iran et de l'Érythrée. L'Union européenne est officiellement neutre dans le conflit et plaide le dialogue et les négociations.
Le 2 janvier 2007, les islamistes perdent leur dernier bastion. Un processus de stabilisation est enclenché avec l'envoi de troupes ougandaises. Le plan de paix s'annonce difficile car quelques jours plus tard, les milices hors-la-loi relancent à nouveau leurs roquettes contre Mogadiscio.